# Tom Bell
Tom Bell (* 2. August 1933 in Liverpool; † 4. Oktober 2006 in Brighton) war ein britischer Bühnen-, Film- und Fernsehschauspieler.

## Leben
Tom Bell wurde in Liverpool geboren. Während des Zweiten Weltkriegs musste er evakuiert werden und lebte bei drei verschiedenen Familien im Gebiet von Morecambe. Ab 1948, im Alter von 15 Jahren, demonstrierte er in Schulstücken seine schauspielerischen Qualitäten.
In den späten 1950er Jahren begann Tom Bells Film- und Fernsehkarriere, wo er vor allem in Filmen zu sehen war, die vom sogenannten Kitchen sink realism (Spülbeckenrealismus) geprägt sind. Hierzu gehörten Die Spur führt in Nichts (1960), Schmutziges Geld (1961), Die Küche (1961), Rebellion (1962), Das Netz (1962), Das indiskrete Zimmer (1962) und Wer einen Tiger reitet (1965). Privat war Bell in den 1960er Jahren ein trinkfreudiger, junger Rebell, der gegen das Establishment wetterte und betrunken bei einer Preisleihung Prince Philip aufforderte, eine lustige Geschichte zu erzählen. 1966 wirkte er im israelischen Film Sands of Beersheba mit. Auch in den USA bekam er Rollenangebote und war unter anderem in einer Episode der Serie Die Leute von der Shiloh Ranch zu sehen. 1975 erhielt er eine Rolle im Richard Lester Film Royal Flash. Weltweit bekannt wurde er 1978, als er in der preisgekrönten Serie Holocaust – Die Geschichte der Familie Weiß den Adolf Eichmann spielte. Im selben Jahr erhielt er für die Miniserie Out seine erste BAFTA-Nominierung. 1979 gab er neben Ian McKellen eine vielbeachtete Vorstellung in Martin Shermans Bühnenstück Bent. Neben seinen Fernsehrollen war er in den 1980er und 1990er Jahren auch in einigen Kinofilmen zu sehen, so z. B. als Filmvorführer Eric in David Lelands Wish You Were Here – Ich wollte, du wärst hier, als Londoner Krimineller Jack 'The Hat' McVitie in Die Krays, in Prosperos Bücher oder in Gib’s ihm, Chris! über einen der spektakulärsten Mordprozesse in der englischen Nachkriegsgeschichte. 1993 spielte er in der preisgekrönten britischen Fernsehserie Heißer Verdacht (Prime Suspect) an der Seite von Helen Mirren und erhielt dafür seine zweite BAFTA-Nominierung. 
Am 4. Oktober 2006 starb er nach kurzer Krankheit in einem Krankenhaus. Er hinterließ einen Sohn und zwei Töchter.

## Filmografie (Auswahl)

### Kinofilme
- 1960: Die Spur führt ins Nichts (The Criminal)
- 1961: Schmutziges Geld (Payroll)
- 1961: Die Küche (The Kitchen)
- 1962: Rebellion (H.M.S. Defiant)
- 1962: Das Netz (A Prize of Arms)
- 1962: Das indiskrete Zimmer (The L-Shaped Room)
- 1966: Sands of Beersheba
- 1968: Tödlicher Tag (The Long Day’s Dying)
- 1975: Royal Flash
- 1987: Wish You Were Here – Ich wollte, du wärst hier (Wish You Were Here)
- 1990: Die Krays (The Krays)
- 1991: Gib’s ihm, Chris! (Let Him Have It)
- 1991: Prosperos Bücher (Prospero's Books)
- 1995: Eine Sommernachtsliebe (Feast of July)
- 1997: Amy Foster – Im Meer der Gefühle (Swept from the Sea)
- 1997: Preaching to the Perverted
- 2002: Long Time Dead

### Fernsehen
- 1974: Kein Pardon für Schutzengel (The Protectors; Fernsehserie, 1 Folge)
- 1978: Holocaust – Die Geschichte der Familie Weiß (Holocaust)
- 1978: Out
- 1993: Heißer Verdacht (Prime Suspect: The Final Act; Fernsehserie, 1 Folge)
- 1991: Van der Valk (Fernsehserie, 1 Folge)
- 1993: Die Abenteuer des jungen Indiana Jones (The Young Indiana Jones Chronicles; Fernsehserie, 1 Folge)